# Czesław Stanjek
Czesław Stanjek (* 29. November 1952 in Ruda Śląska, Polen) ist ein ehemaliger polnisch-deutscher Ringer und ehemaliger Trainer.
Stanjek begann mit dem Ringen in seiner polnischen Heimat. Der Sportler des Siła Mysłowice startete für sein Geburtsland bei den Olympischen Spielen 1976 in Montreal. Später trat er auch für die deutsche Nationalmannschaft international an und wurde zweimal deutscher Vizemeister. Nach seiner aktiven Karriere, war Czesław Stanjek Jugendtrainer des AC Thaleischweiler im griechisch-römischen Stil.
Am 21. Dezember 2021 beendete Stanjek  im Alter von 69 Jahren seine Tätigkeit als Jugendtrainer beim AC Thaleischweiler-Fröschen.

## Erfolge

### Internationale Meisterschaften
- 1970,  2. Platz, EM der Espoirs in Huskvarna (Schweden), GR, bis 48 kg, hinter Oleg Davidyan und vor Hristo Vangelov

- 1976, 11. Platz, OS in Montreal, GR, bis 52 kg, nach einem Sieg über Dschamsrangiin Mönch-Otschir, Mongolei und einer Niederlage gegen Antonio Caltabiano, Italien

### Deutsche Meisterschaften
- 1981: 2. Platz, GR, bis 57 kg
- 1985: 2. Platz, GR, bis 57 kg in Freiburg im Breisgau